# Даз Сампсон
Даз Сампсон (енгл. Daz Sampson) је британски денс ди-џеј, певач, продуцент и представник Уједињеног Краљевства на Песми Евровизије 2006. Даз је најпознатији по својим ремиксима популарне музике, међу осталим Out of Touch, Rhinestone Cowboy и Kung Fu Fighting.
Даз Сампсон је каријеру започео као "ем-си" и текстописац за британски денс састав Бас стоп, чији је сингл првенац Kung Fu Fighting са Карлом Дагласом продат у 250.000 примерака и забележио значајан међународни успех. Са другим ди-џејем Џоном Метјузом (такође познатим као Рикардо Аутобан или Рикки) из Кубан бојза, ауторима британског „чувеног“ „хрчак денс“ хита Cognoscenti Vs. Intelligentsia из 1999, и легендом кантри музике Гленом Кембелом урадио је нову верзију познате песме Rhinestone Cowboy која је била #12 на британским топ-листама. Након још једног хита The Barndance Boys са Метјузом и неуспеха са Amarillo и одбијања у првом квалификационом кругу песме коју је пријавио за избор британског представника на Песми Евровизије 2003, Даз се посветио денс музици и ливерпулској хаус сцени, где је са продуцентским партнером Полом Кинаном основао нови састав Јунајтинг нејшенс, са којим је снимио неколико хитова, међу којима и сингл Out of Touch, који је провео тринаест недеља на британској топ 20 листи и продат у преко 100.000 примерака, и албум.
Даз ће представљати Уједињено Краљевство на Песми Евровизије 2006. у Атини са песмом Teenage Life у стилу хип-хоп и реп музике, након што је у марту, иако прогнозирани аутсајдер и суочен са јаким противљењем и предрасудама, освојио највећи број гласова публике и убедљиво победио знатно познатијег Ентонија Косту и четворо других такмичара на BBC-јевом изборном програму Making Your Mind Up. Teenage Life је Сампсон писао и продуцирао заједно са Џоном Метјузом. На сцени британског финала, Даза, који на сцену излази иза табле са графитом са својим именом и у песми евоцира код публике успомене на школске дане, вокално прате дечји гласови четири униформисане девојчице школског узраста које седе у клупама. Уз неверицу и аплауз извођење прати и гласан, готово хистеричан смех сера Терија Вогана, и општи утисак да је песма толико „ударена“ да напросто "мора" да победи на Евровизији. Девојчице ће на самој Песми Евровизије заменити шеснаестогодишње девојке због правила да извођачи морају имати најмање 16 година. У тексту песме, "Avy" се односи на средњу школу Евондејл у Стокпорту, где је Даз одрастао, а "Mr. T" на господина Томонија, наставника који му је говорио да сан да постане поп звезда није реалистичан.
Даз Сампсон се међу скорашњим представницима Уједињеног Краљевства истиче истинским ентузијазмом за Песму Евровизије. Како каже, „Вриштаћу о Песми Евровизије –то је најбољи музички шоу на планети“ и „Ово ће можда некима звучати смешно, али представљање Уједињеног Краљевства на Евровизији је врхунац мојих десет година у музичкој индустрији, и учинићу све, али све, да победим за нас (Британију)". За своју песму, коју је описао као „ремек-дело“, организовао је и озбиљну промотивну турнеју по више европских земаља.